# Citrus medica
Citrus medica, comúnmente llamado cidro, es un arbusto de la familia de las rutáceas cultivado por su fruta, llamada cidra, limón poncil, limón francés o toronja (aunque este último término se presta a confusión con el pomelo), que rara vez se consume fresca, pero cuya piel se usa en preparaciones de repostería y como aromatizante por su fuerte contenido en aceites esenciales. Fue probablemente el primer cítrico conocido en Europa, documentado desde la época del Imperio romano y precisamente del étimo latino citrus proviene su propio nombre. La Naturalis Historia de Plinio el Viejo lo describe (xii.7), y menciona sus usos medicinales.

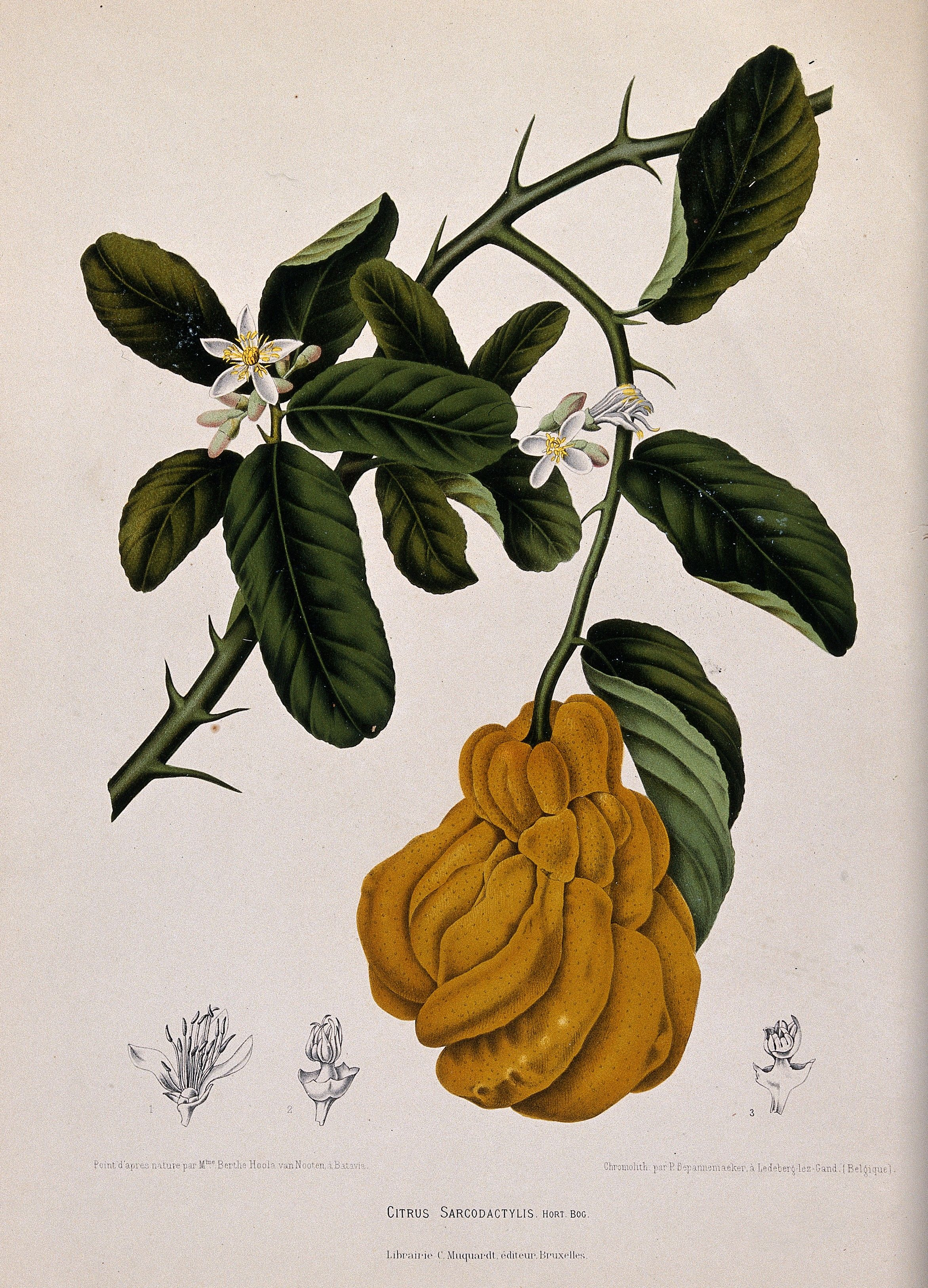
Ilustración

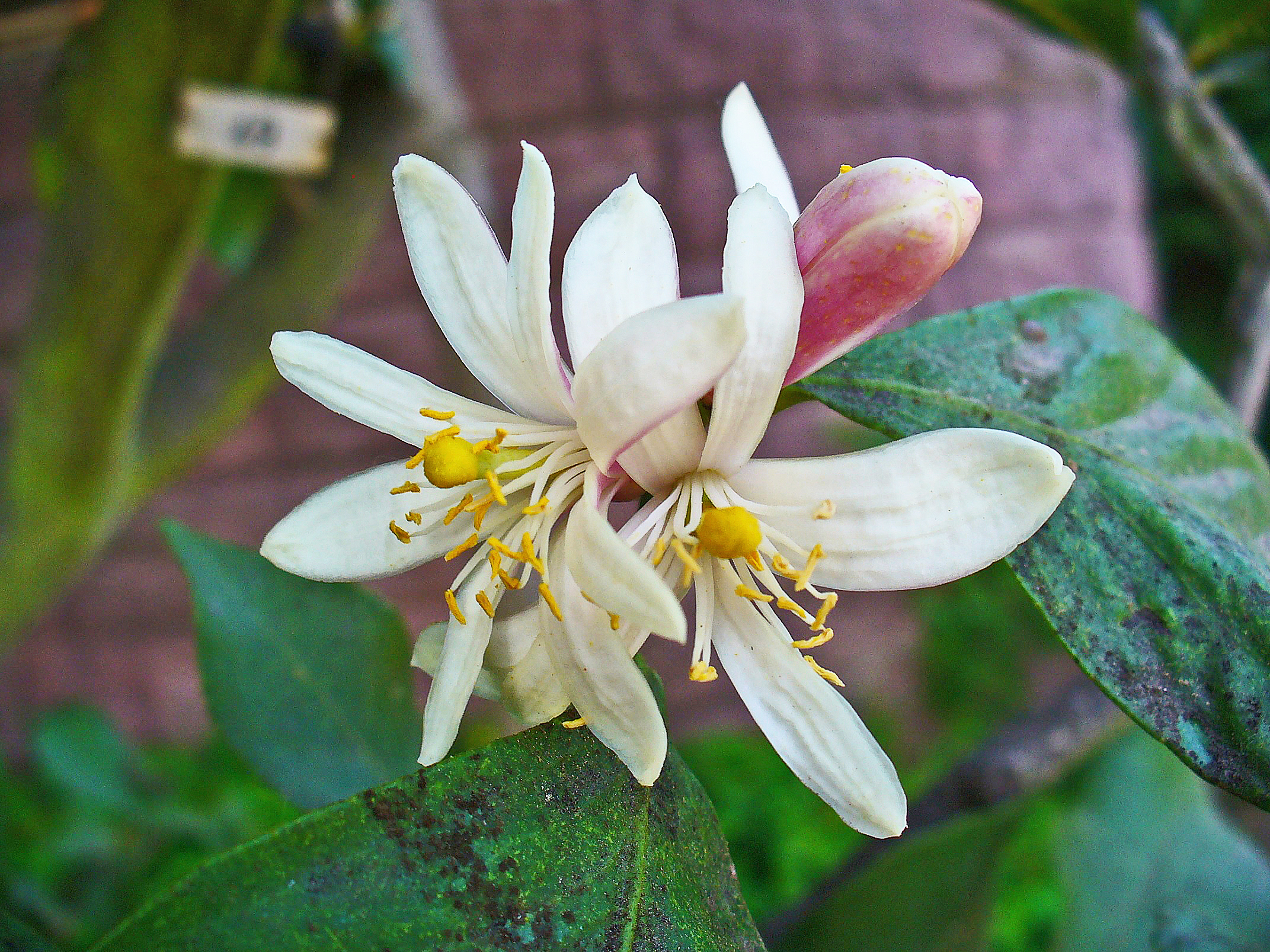
Flor

## Descripción
Es un árbol pequeño o arbusto perennifolio, de 2,5 a 5 m de altura, con el fuste retorcido y ramaje denso y rígido, con espinas en las axilas foliares. Las hojas, de pecíolos cortos, son simples, alternas, elípticas a lanceoladas, de hasta 18 cm de largo, de superficie coriácea y color verde oscuro por el haz, con una distintiva fragancia de limón. Produce flores hermafroditas, fragantes, de buen tamaño, blancas o purpúreas, que forman racimos pequeños. Tienen de 4 a 5 pétalos, con 30 a 60 estambres.
El fruto es un hesperidio oblongo o globoso, raramente piriforme, de hasta 30 cm de diámetro, aunque varia mucho entre ejemplares y aún en el mismo ejemplar, con el estilo bien marcado. Está recubierto de una cáscara gruesa, carnosa, pegada al endocarpo, de color amarillo o verdoso, con glándulas oleosas pequeñas y frecuentemente rugosa. Tiene 10 a 15 carpelos, firmes, poco jugosos, dulces o ácidos según la variedad. Normalmente las semillas son pequeñas, monoembriónicas, lisas, blancas por dentro y abundantes.

## Distribución y hábitat
Su origen es motivo de controversia pues algunos creen que se originó en la India aunque otros creen que se originó en China.
Existen documentos de semillas domésticas desde el IV milenio a. C. La variedad dulce, se empezó a cultivar en el 1300 a. C., y se introdujo desde allí en la medicina judía en el siglo VI a. C. a través de las rutas comerciales. Fue el primer cítrico que se cultivó en Europa. 
En la antigua Roma se empleó como medicinal, y a partir del siglo II como alimento; es mencionado tanto por Dioscórides como por Plinio. Debe haberse cultivado en Judea en época bíblica, puesto que su fruto —llamado etrog en hebreo— es una de las especies rituales utilizadas en la fiesta de Sucot. En Italia desapareció con la caída del Imperio romano, conservándose sólo en Sicilia, Cerdeña y la región napolitana.
Llegó a América a través de España; los conquistadores lo introdujeron en Florida, Puerto Rico y finalmente California; aunque se desarrollaron plantaciones comerciales, finalmente la dificultad de su crecimiento llevó a su abandono. En Centroamérica, Brasil y Colombia se ha naturalizado, y existen plantaciones de alguna extensión, sobre todo para exportación.

## Cultivo

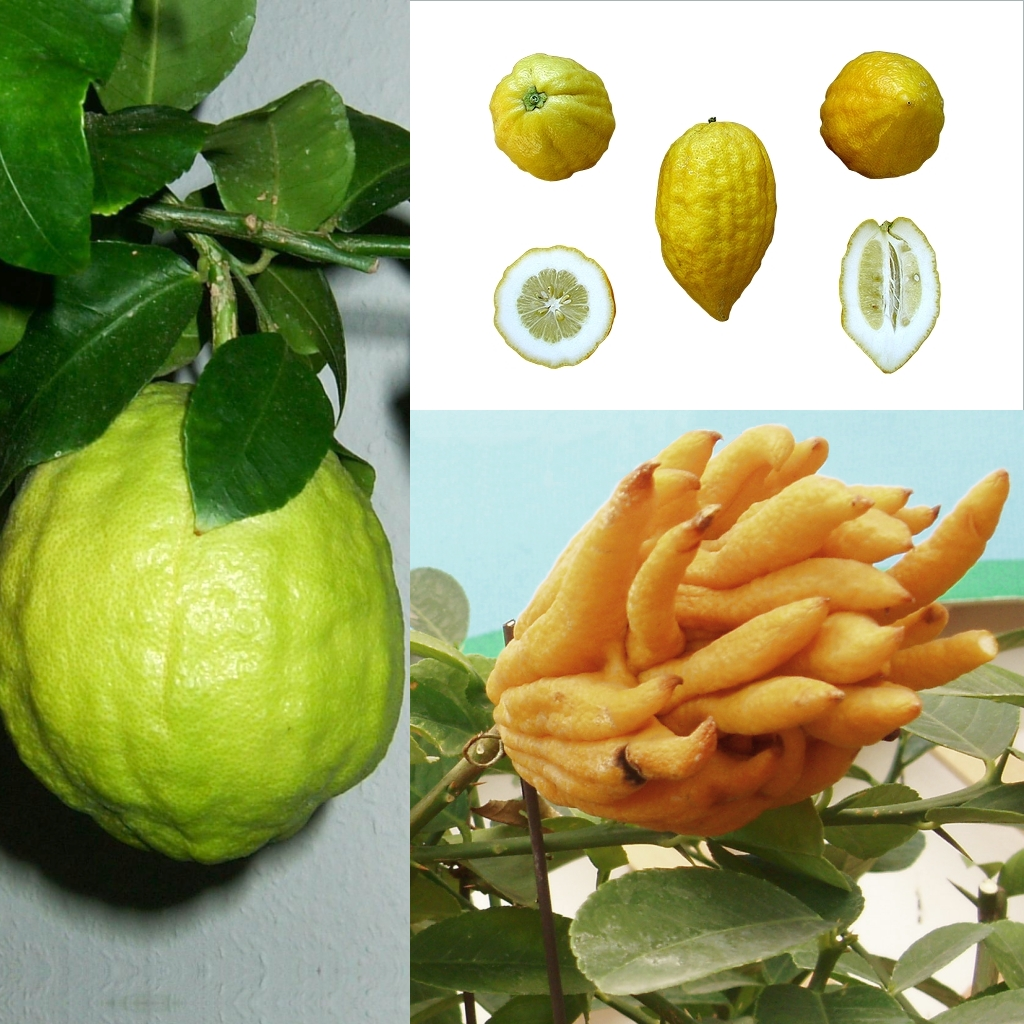
Imágenes de diversos tipos de cidras, los frutos del cidro

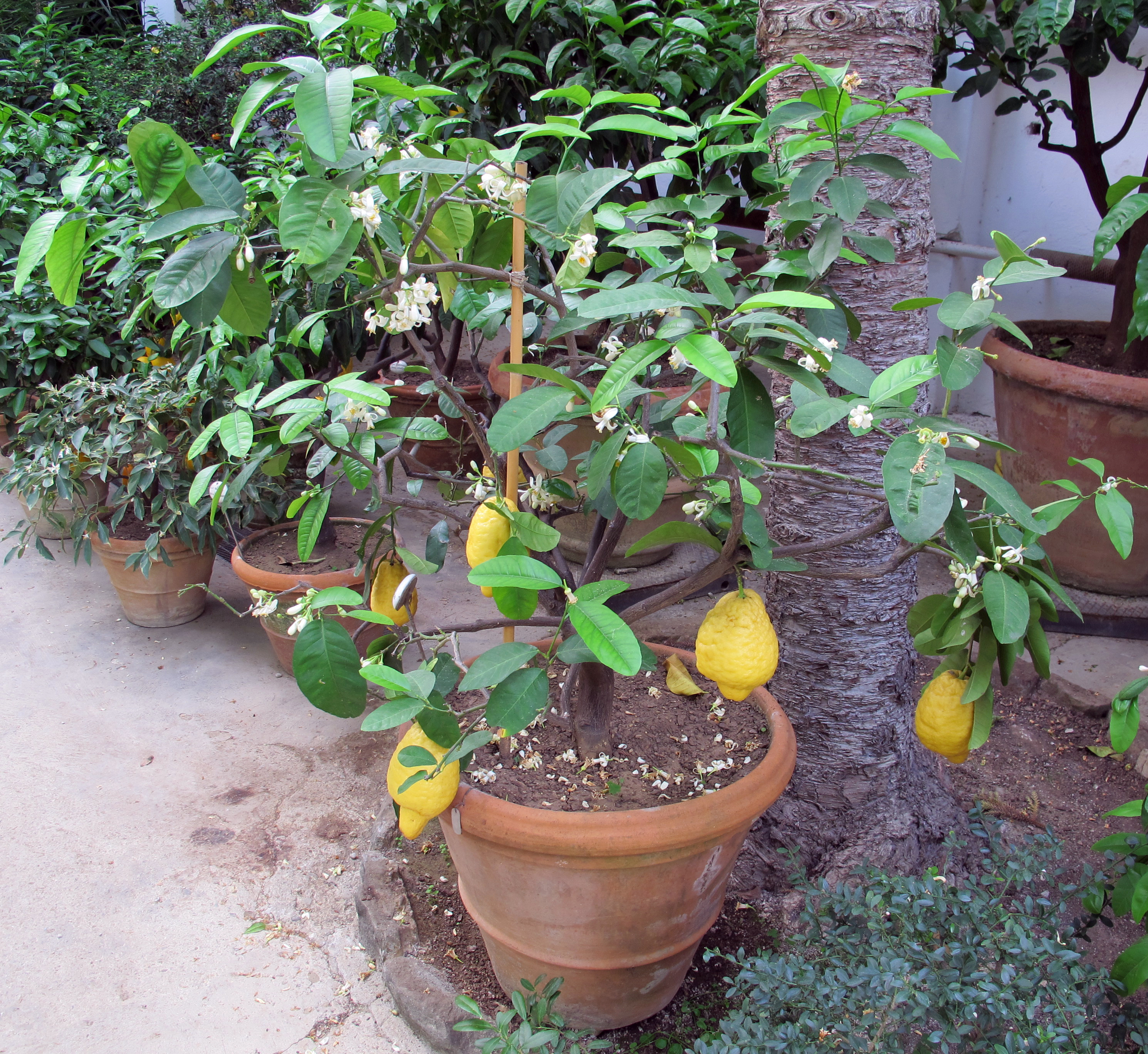
Vista de la planta

Rara vez se cultiva de semilla; se reproduce con facilidad por esquejes tomados de ramas de 2 a 4 años y plantadas sin defoliar. Con más velocidad se reproduce por injerto sobre base de naranjo dulce (Citrus × sinensis), naranjo amargo (Citrus × aurantium) o pomelo (Citrus × paradisi), pero las frutas así obtenidas son de menor tamaño y el injerto crece a veces con más rapidez de la que el pie puede soportar. Requiere bastante sol, suelo bien aireado, y tolera mal los extremos de temperatura y humedad; a diferencia de otros cítricos, no atraviesa una fase invernal de reposo. Por el peso de los frutos debe tenerse cuidado de podar las ramas largas, o colocarles soportes para que resistan durante todo el crecimiento de estos. Es frecuente también en las plantaciones comerciales la práctica de cortar las espinas para evitar daño a la fruta.

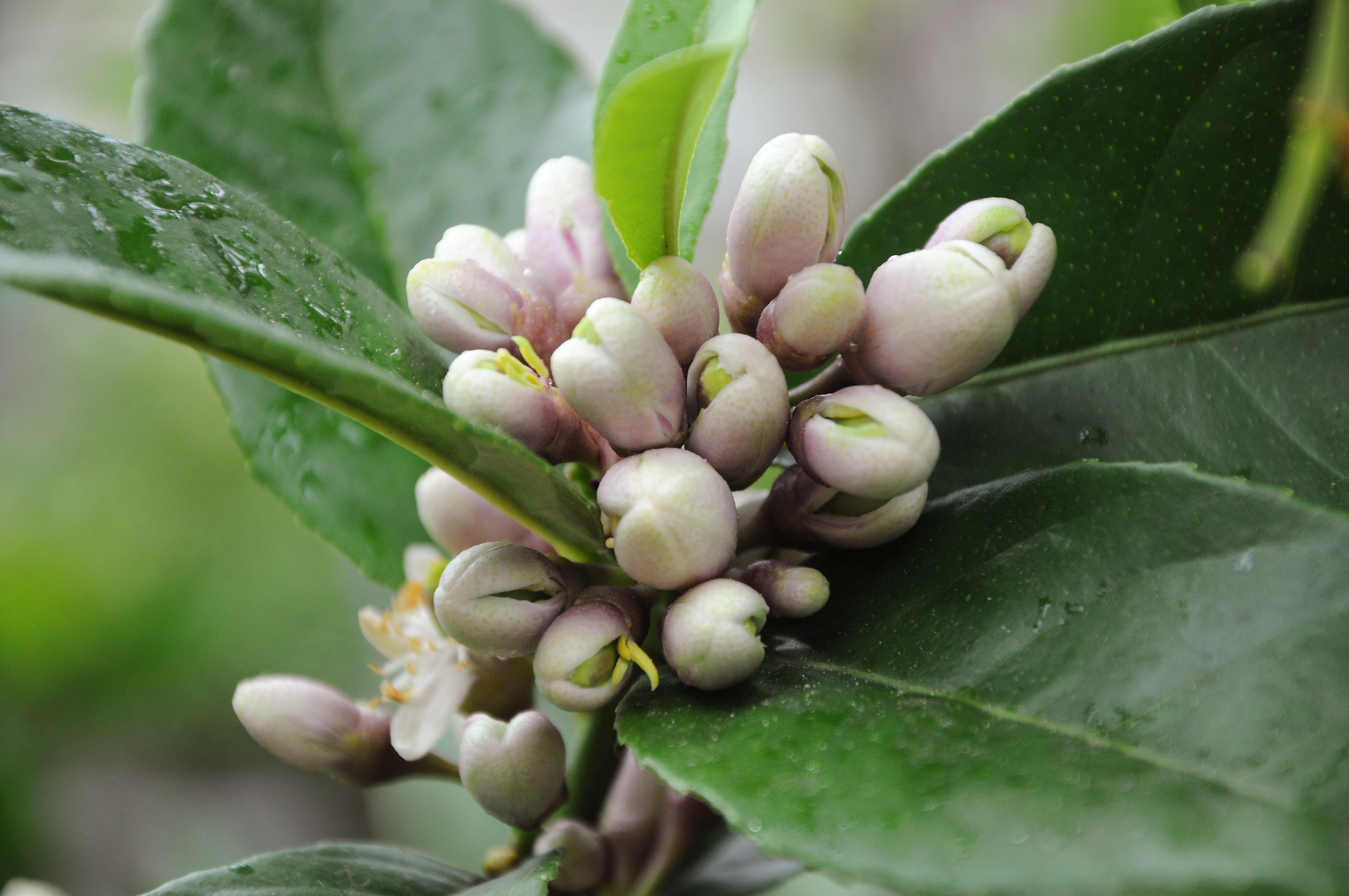
Inflorescencia

Está en flor la mayor parte del año, produciendo fruta constantemente, aunque la mayor parte se produce en primavera. Tarda unos tres meses en alcanzar la forma madura, con la piel amarillo intenso y un profundo aroma. Para uso culinario normalmente se la recoge aún verde, con entre 12 y 15 cm de diámetro. La producción normal está en torno a los 30 kg anuales, aunque en circunstancias favorables puede alcanzarse el triple de esto.
La variedad «Cidra de Córcega» fue muy cultivada en Córcega a finales del siglo XIX en bancales en terraza, protegidos del viento. La producción, la mayor a escala mundial en esta época, se destinaba sobre todo a industrias alimenticias de Italia y Europa del Norte, aunque localmente se fabricaba un licor típico muy perfumado y apreciado, la «cédratine». Hoy día, el cultivo prácticamente ha desaparecido de Córcega y solamente se realiza, a gran escala, en Marruecos, Italia, China y Sudamérica. En Italia se cultiva principalmente en la región de Calabria, en una área llamada Riviera dei Cedri y que incluye pueblos que se llaman Santa Maria del Cedro y Cetraro, precisamente por el cultivo de esta planta.

## Usos

### Ritual
El fruto de un cultivar de C. medica, llamado en hebreo etrog (אתרוג), se emplea como una de las cuatro especias (ארבעה מינים, arba'a minim) que se agitan en la fiesta de Sucot, en el otoño septentrional, en una ofrenda prescrita.

### Medicinal
Exteriormente este fruto se asemeja a un limón, pero a diferencia de este tiene muy poco jugo. Desde la antigüedad se utilizaba con fines terapéuticos (contra problemas pulmonares, intestinales y otros). El aceite esencial de cidra se considera un antibiótico.
El jugo de cidra con vino se creía que era un antídoto efectivo contra los venenos en general.
Actualmente se valora mucho la fragancia del cidro. Su fruto (incluida la piel) es objeto de comercio internacional y se utiliza mucho como ingrediente en la industria agroalimentaria.

## Taxonomía
Citrus medica fue descrita por Carlos Linneo y publicado en Species Plantarum 2: 782, en el año 1753.

## Nombre común
Acimboa, acimboga, acimbogo, acimboguero, alambor, azamboa, azamboero, cedro, cidra, cidrado de Valencia, cidra dulce, cidra (fruto), cidral, cidra limón, cidra real, cidras figuradas, cidrera, cidrero, cidro, cimboa, cimboa real, cimboga, cimboga real, cimbogo, cimboguero real, limones de figuras, limones poncíes, limón poncil, naranjo agrio, naranjo real, pomelo, poncil, toronja, toronja alimonada, toronjo, zamboa, zamboero.